# Contea di Worth (Iowa)
La contea di Worth (in inglese Worth County) è una contea dello Stato dell'Iowa, negli Stati Uniti. La popolazione al censimento del 2000 era di 7 909 abitanti. Il capoluogo di contea è Northwood.